# Тиранозаврові
Тиранозаврові (Tyrannosauridae, від грец. tyrannos — тиран і sauros — ящірка) — це родина м'ясоїдних динозаврів тероподів, які належать до клади целурозаврів, і є частиною надродини тиранозавроїдів. Були головними хижаками Північної півкулі в кінці Крейдового періоду. В основному їхні рештки знаходять на території Північної Америки та Азії.
Майже кожен представник родини був апекс хижаком свого ареалу, всі вони були довжиною тіла від п'яти метрів і більше. Тиранозавр королівський (Tyrannosaurus rex) міг досягати маси в десять тон, таким чином його можна вважати якщо не найдовшим то наймасивнішим відомим нам тероподом. У всіх Тиранозаврових помітна тенденція до зменшення передніх кінцівок і збільшення голови.
Представники цієї родини є досить добре вивченими, адже знайдено багато скам'янілостей, які збереглися в гарній формі.

## Історія вивчення

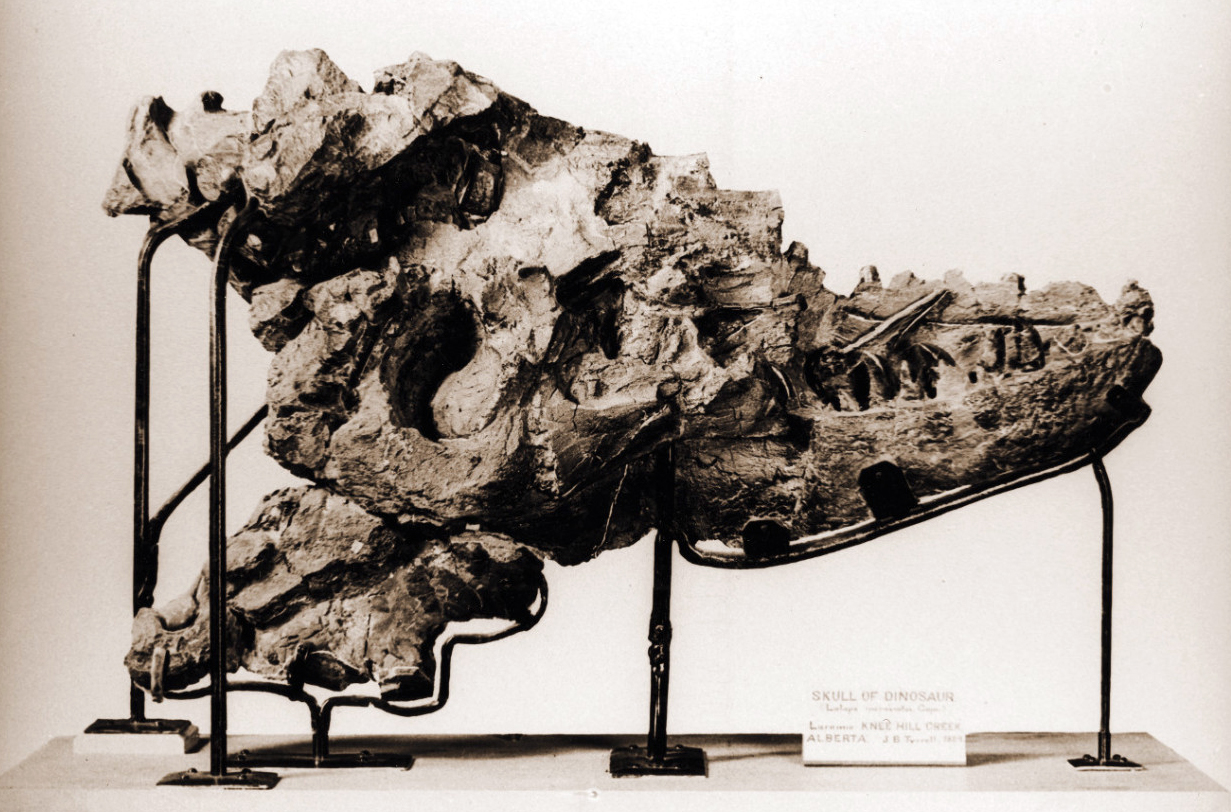
CMN 5600, голотип Альбертозавра

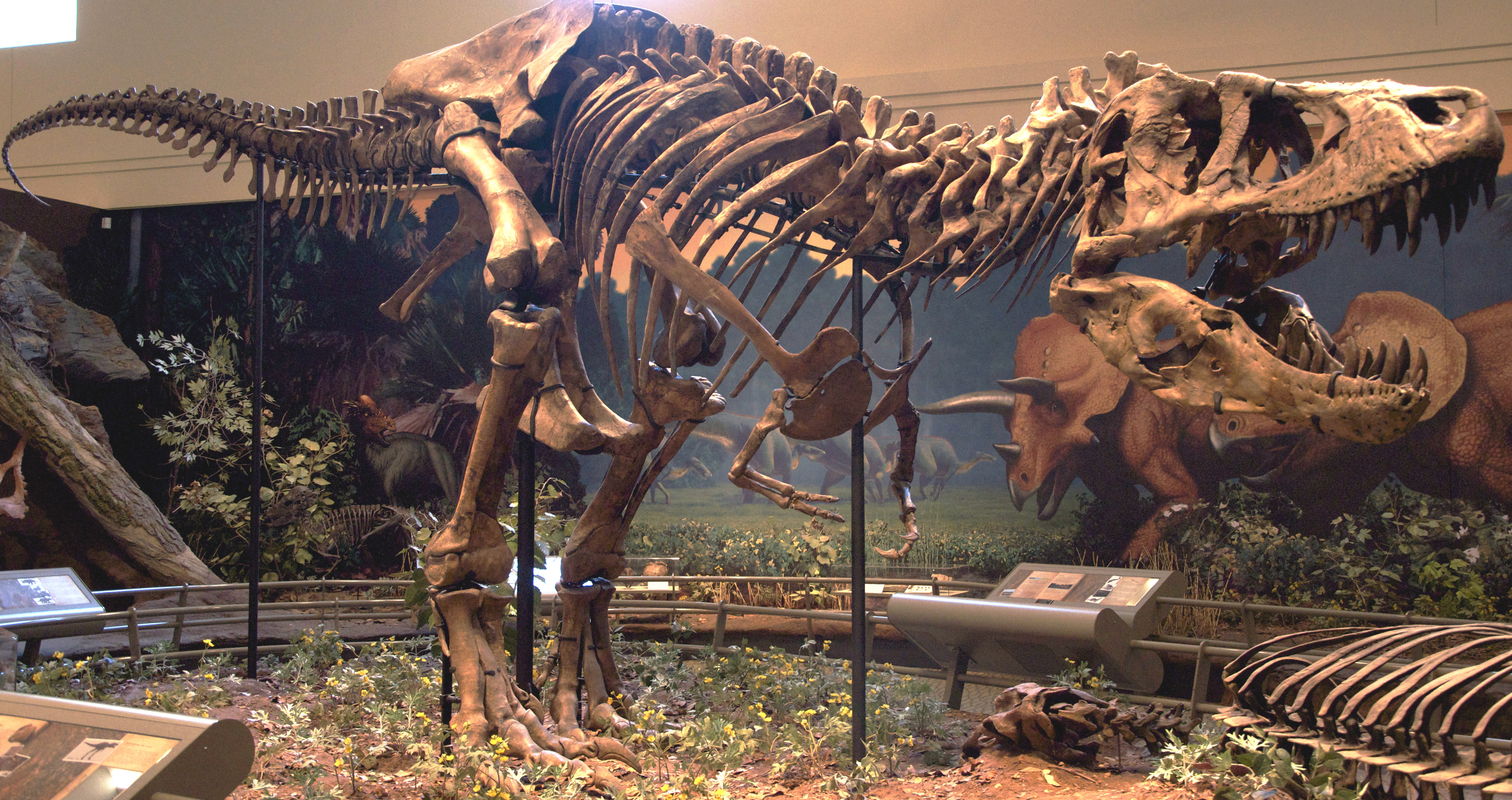
CM 9380, голотип Тиранозавра

Вперше знахідки Тиранозаврових були знайдені в формації Хорсшу, що в Альберті. Спочатку ці рештки вивчив 1876 Едвард Дрінкер Коп, який зачислив їх до Дриптозавра. Але в 1905 Генрі Ферфілд Осборн помітив, що скам'янілість значно відрізняється від Дриптозавра, тому він перекласифікував його в новий Рід, якому дав назву Albertosaurus sarcophagus.
В тому, ж 1905 році Генрі Осборн випустив статтю, в якій описував два екземпляри із формації Гелл-Крік яких добула в Монтані та Вайомінгу експедиція Американського музею природознавства під керівництвом Барнума Брауна в 1902 році. Одиному з них він дав назву Dynamosaurus imperious, другому — Tyrannosaurus rex. Коли виявилось, що вони є одним і тим же родом вирішилось залишити другу назву.
Пізніше в Альберті, в формації Дайносор Парк Барнум Браун знайшов ще рештки Тиранозаврових, які в 1914 Лоуренс Ламбе назвав Gorgosaurus libratus. До сьогодні багато вчених вважають Альбертозавра і Горгозавра одним родом.

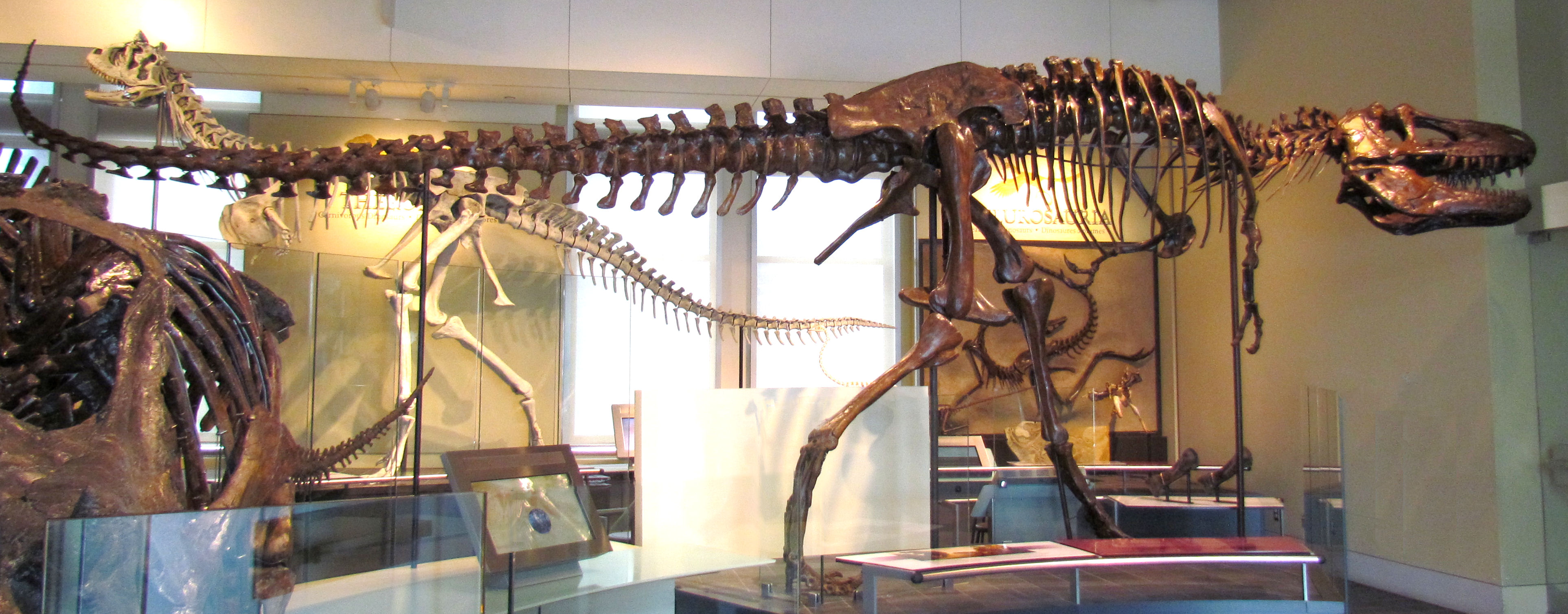
CMN 8506, голотип Дасплетозавра

В 1955 в Монгольській формації Немегт Євген Малєєв знайшов нові знахідки, які описав як Tyrannosaurus bataar і Tarbosaurus efremovi, проте подальші дослідження показали, що це один вид, тому його переназвали Tarbosaurus bataar. У тій же формації був знайдений Alioramus remotus невеличкий по мірках Тиранозаврових представник, описаний Сєргєєм Рождєствєнским в 1976 році.
А в 1970 році досліджуючи екземпляри Горгозавра з формації Олдман, Дейл Рассел прийшов до висновку, що екземпляр CMN 8506 не є Горгозавром, тому, він став голотипом нового роду Daspletosaurus torosus.

## Опис

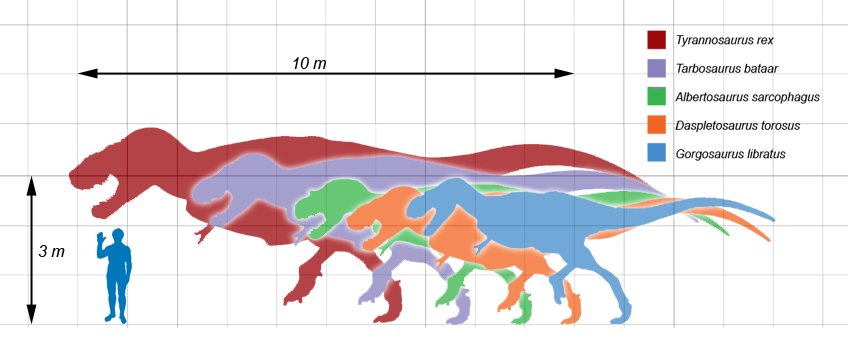
Порівняння розмірів деяких Тиранозаврових

Аліорам є найменшим представником родини, досягаючи 5, можливо 6 метрів в довжину, Тератофоней і Нанукзавр також були шестиметровим, Літронакс і Танатотерист були семи а можливо і восьмиметровими, Динамотеррор можливо був в довжину 9 метрів. Горгозавр, Альбертозавр і Дасплетозавр є трьохтонними дев'ятиметровими, хоча можливо і десятиметровими хижаками. Чжучентиран і Тарбозавр могли досягати 11 метрів а Тиранозавр був недосяжний в цьому плані, маючи 13 метрів від носа до кінчика хвоста.

### Найбільші зразки

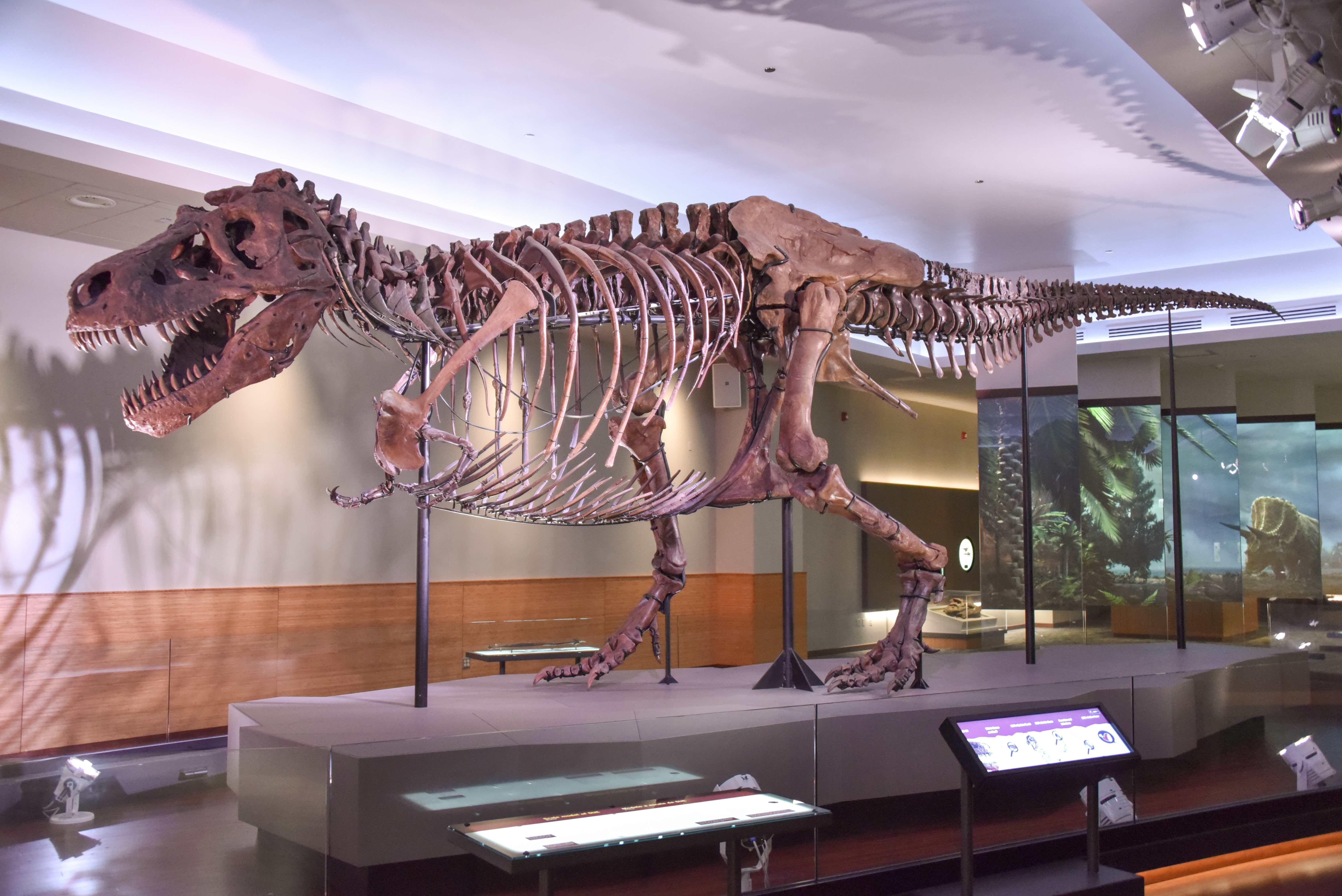
FMNH PR 2081 «Сью»

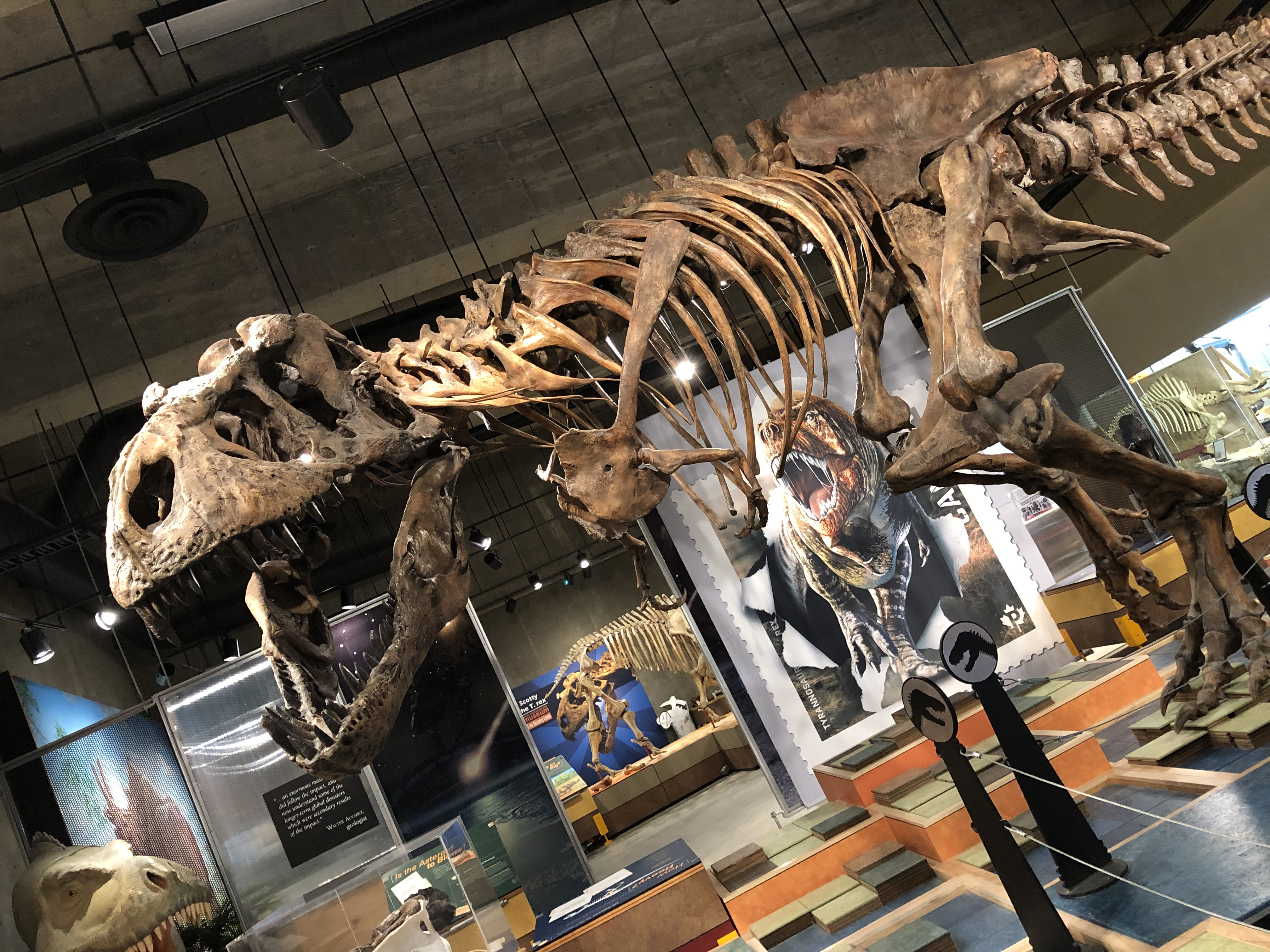
RSM P2523.8 «Скотті»

Тиранозавр FMNH PR 2081 під прозвищем «Сью» був знайдений в формації Гелл-Крік в 1990 році на території Південної Дакоти, і виставлений в Музеї Природної історії ім. Філда в 2000 році. Сью має довжину в 12,3 метра, масу оцінюють від восьми до чотирнадцяти тон, хоча більш точні дослідження показують 10 тон.
Другий Тиранозавр RSM P2523.8 «Скотті» був знайденив в 1991 на території провінції Саскачеван, в формації Френчман. Скотті був покритий настільки твердим пісковиком, що його прийшлось довго очищати, тому він був представлений тільки в 2019 році. В довжині тіла йому приписували до чотирнадцяти метрів в довжину, але зараз дають оцінки від 12,5 до 13,2 метрів. Також Скотті вважається на 400 кілограм масивніший за Сью, тому його називають наймасивнішим хижим динозавром серед всіх нам відомих.

### Череп

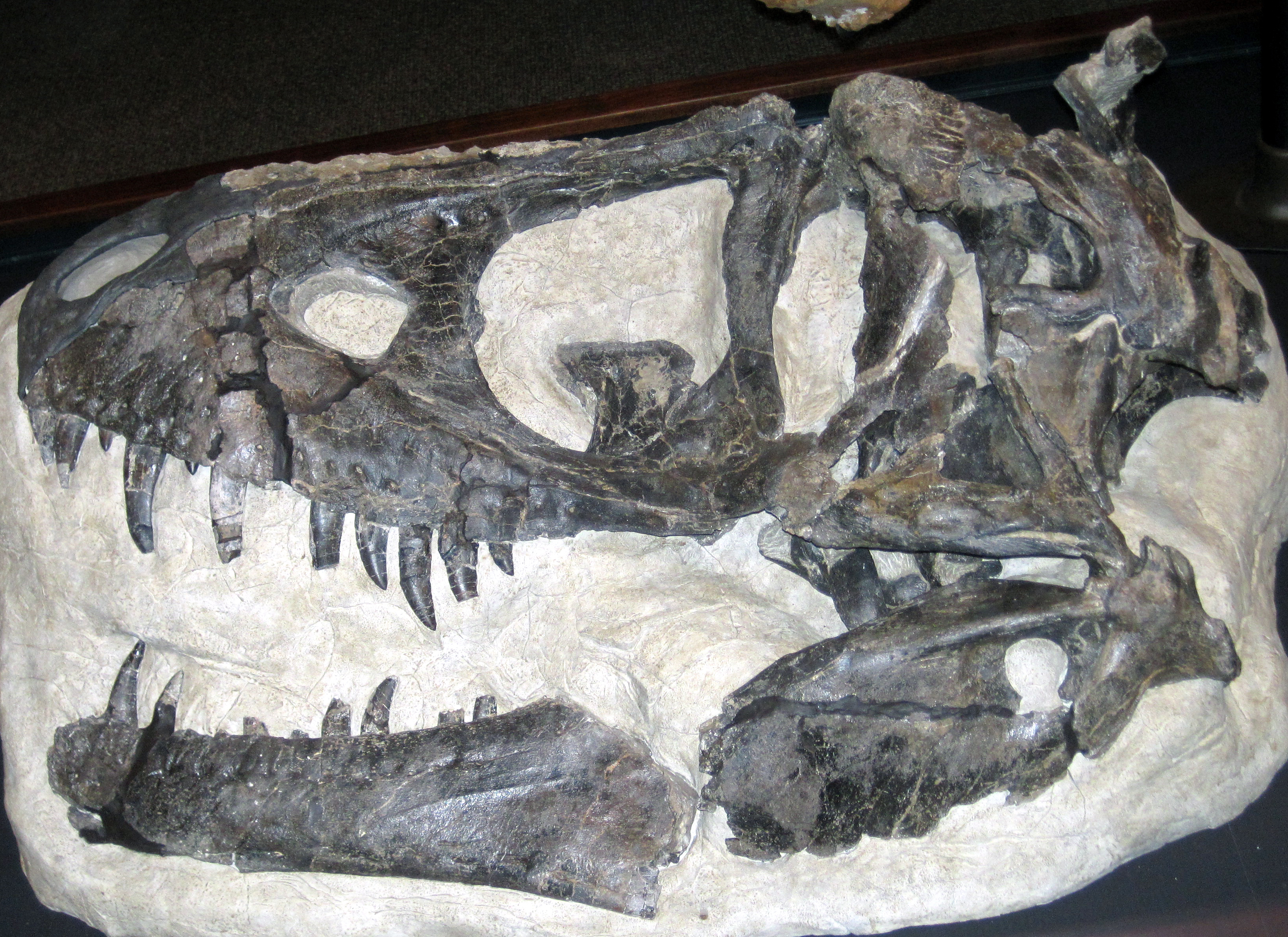
Голотип Daspletosaurus horneri екземпляр MOR 590 з зубами характерними для Тиранозаврових

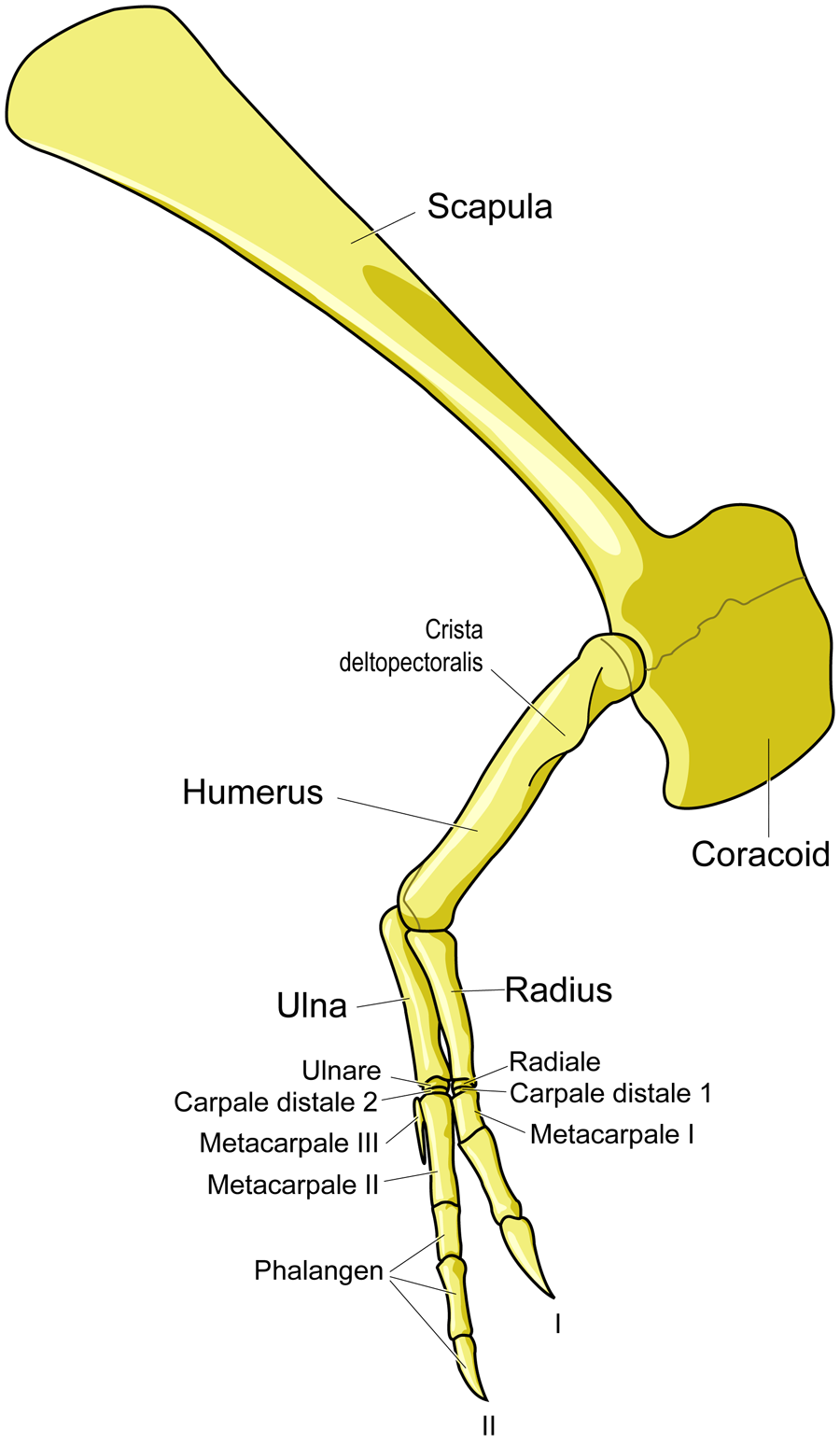
Передня кінцівка Горгозавра.

Черепа розмірами більше одного метра мали: Дасплетозавр, Чжучентиран, Тарбозавр і Тиранозавр. Найбільший череп має Сью, довжина оцінена в 1,52 метра.
Альбертозавр, Горгозавр і Дасплетозавр мали високі гребені на слізних кістках перед очима, а Аліорам мав ряд із шести гребенів на верхній частині морди.
На відмінну від інших хижих динозаврів, Тиранозаврові мали не гострі а надзвичайно потовщенні зуби, у Тиранозавра їх називають зуби — банани. Настільки товстими зуби стали при збільшенні сили укусу, адже гострі і тонкі зуби будуть просто ламатись від тиску сильних щелеп. Як правило у менших представників родини більше зубів, наприклад у Аліорама їх до 78, а у Тиранозавра лише 54 — 60.

### Посткраніальний скелет
Центр мас знаходиться над стегнами, шия S-подібна, хвіст доволі довгий. Передні кінцівки зменшені, найменші у Тарбозавра, найбільші у Дасплетозавра, скоріше за все вони так зменшились через збільшення черепів, адже таким чином центр мас переміщався вперед, тому, щоб не збільшувати хвіст, родина поступово зменшила кінцівки для рівноваги.
У Тиранозаврових найдовші пропорційно задні кінцівки серед усіх Теропод. Гомілкова кістка довша за стегнову, що вказує на те, що Тиранозаврові були дуже швидкими тваринами і скоріше за все основним способом полювання було заганяння здобичі.

## Класифікація

### Таксономія

Динозаври Клади Daspletosaurini

Тиранозаврові розділяються на дві підродини: Альбертозаврини і Тиранозаврини. В першу підродину включають Горгозавра і Альбертозавра, в другу включають: Аліорама, Цзяньжоузавра, Тератофонея, Літронакса, Динамотеррора, Нанукзавра, Танатотериста, Дасплетозавра, Чжучентирана, Тарбозавра і Тиранозавра. Танатотериста і Дасплетозавра об'єднують у кладу Daspletosaurini, Аліорама і Цзяньжоузавра також об'єднують в Alioramini, а Чжучентирана, Тарбозавра і Тиранозавра також вважають близькими родами. Раніше до Тиранозаврових входив Бістахіеверсор, але на сьогодні він вважається сестринським таксоном.
Найближчими до Тиранозаврових є Бістахіеверсор, Аппалачіозавр і Дриптозавр. Останні два жили в Аппалачії, континентові, що утворився, коли внаслідок підняття рівня моря Північна Америка розділилась на дві частини, таким чином вони були ізольовані.

## Палеобіологія

### Ріст, статевий диморфізм

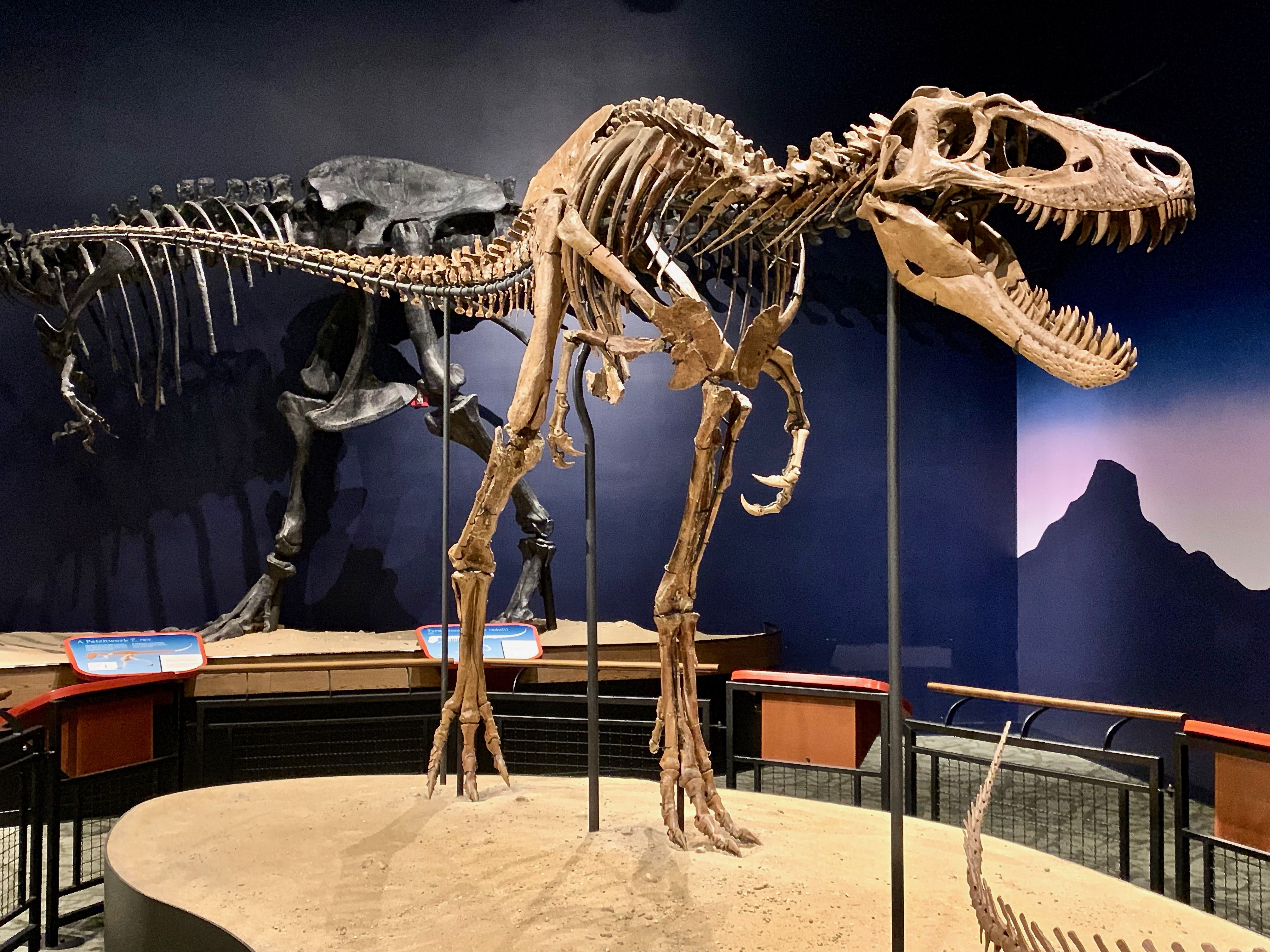
Зліпок «Джейн» — малолітнього Тиранозавра.

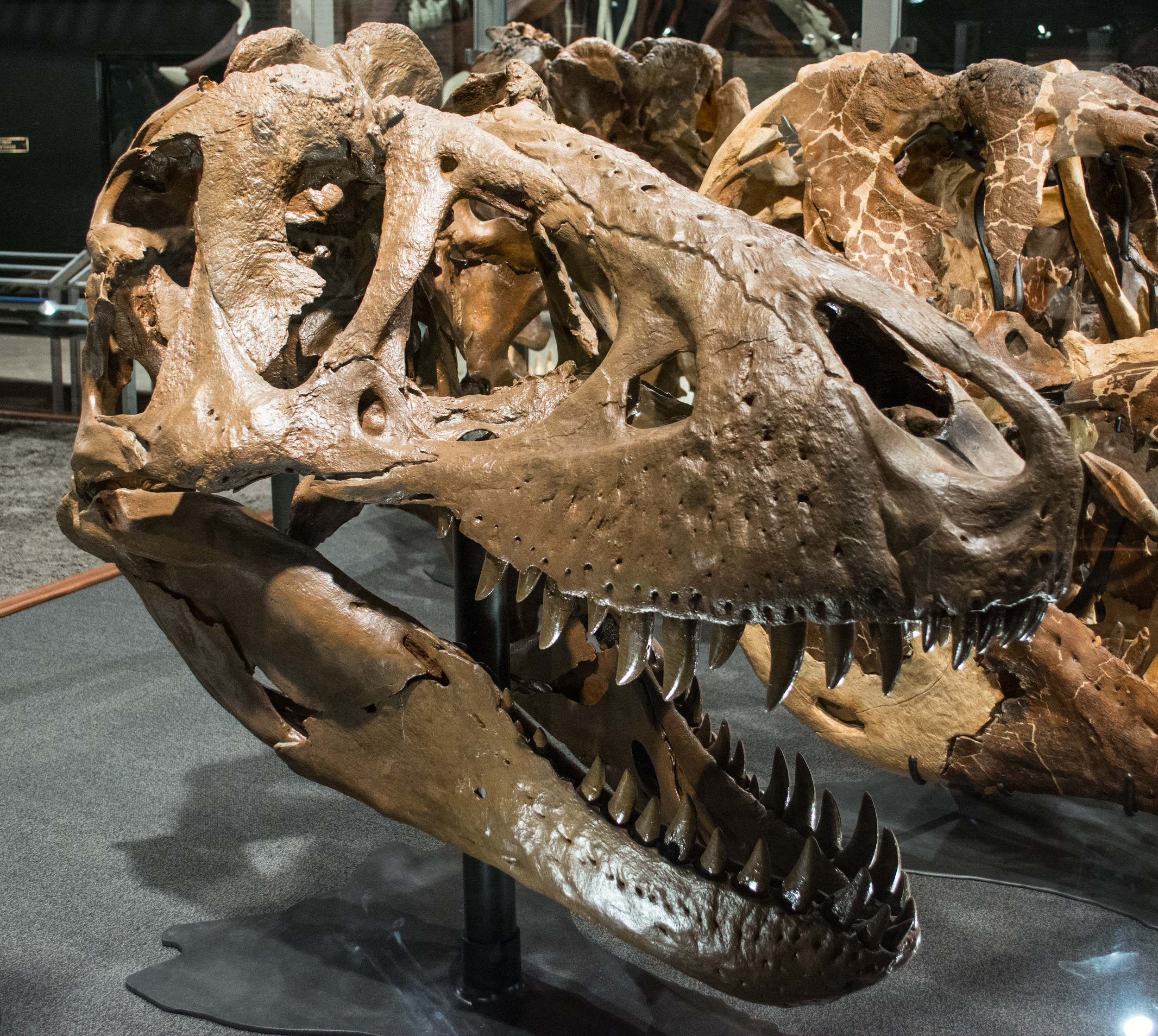
Череп Тиранозавра MOR 1125

Палеонтолог Грегорі Еріксон зі своїми колегами досліджував ріст Тиранозаврів і виявив, що після тривалого дитинства приблизно в середині життя вони починають різко збільшуватись у розмірах, після чого через кілька років ріст сповільнюється, найшвидше Тиранозаври ростуть приблизно в 14 років. Максимум Тиранозаврові набирають в старості, такими можна вважати особин від 28 років, деякі могли переходити за 30 років.
На рахунок статевого диморфізму, відомо лише одну особу, одного роду, в якої вдалось встановити стать. Тиранозавр MOR 1125, також названий «B-Rex» був знайдений в формації Гелл-Крік і являє собою череп з різними частинами скелету. На зразку вдалось відновити м'які тканини в кістковій порожнині стегнової кістки, як виявилось це була мозкова кісткова тканина, яка також з'являється у птахів, коли ті готуються відкласти яйця, тим самим вдалося доказати ідентичність B-Rex як самки. Про відмінності між самцями і самками більше нема, чого сказати, оскільки крім B-Rex не відомо других особин з встановленою статтю ні в Тиранозавра, ні в іншого представника родини.

### Шкіряний покрив
Оскільки в ранніх Тиранозавроїдів, по типу Ютирана були знайдені пір'я, ідуть сильні дискусії на рахунок покриву пізніх Тиранозавроїдів, включаючи Тиранозаврових. Наприклад Нанукзавр, знайдений на території Аляски більшістю вважається пернатим. Також більшість дотримується теорії, що в малому віці Тиранозаврові були все таки покриті пір'яним покривом.

В свою чергу для дорослих Тиранозаврових вдалося доказати відсутність пір'я. В 2017 році група дослідників описала відбитки луски, знайдені у Дасплетозавра, Тиранозавра, Горгозавра, Тарбозавра і Альбертозавра. Хоча їх було не багато, вони були на різних частинах тіла.

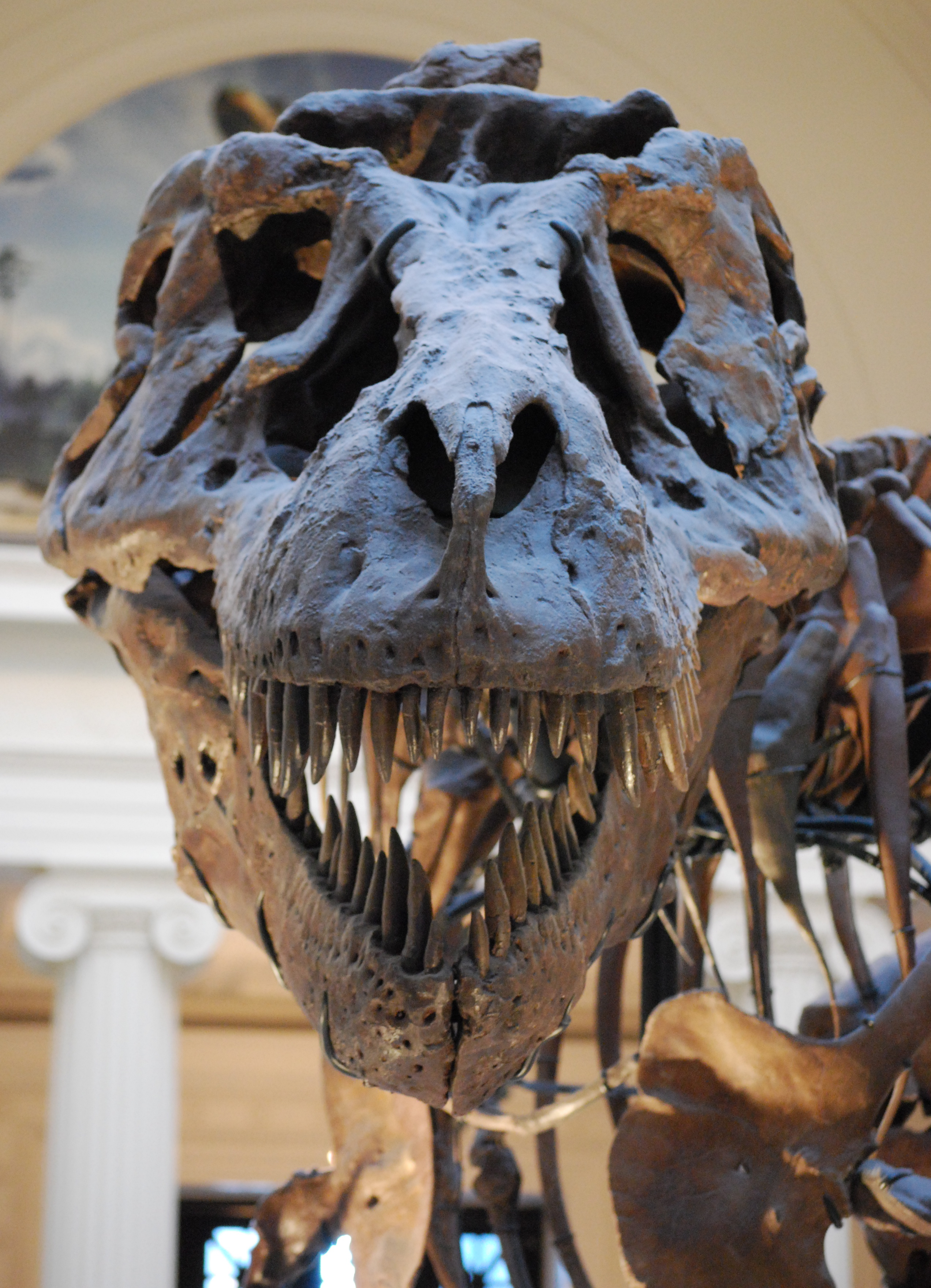
Череп Сью, на якому видне чітке направлення очей вперед.

### Органи чуття
Від інших динозаврів Тиранозаврові відрізняються бінокулярним зором, тобто очі спрямовані вперед. Такий зір дає глибину, він є у хижаків і приматів, для переміщення по деревах, це доказує, що Тиранозаврові були активними хижаками.
Також усі представники сімейства мають дуже сильно розвинений нюх.

## Палеоекологія

### Внутрішньовидові відносини
Як показує дослідження скелетів, серед Тиранозаврових було дуже багато патологій, що вказують на внутрішньовидові конфлікти, є багато летальних випадків. Найвідоміші зразки Тиранозавра, такі, як BHI 3033 «Стен» і FMNH PR2081 «Сью» були вбиті іншими Тиранозаврами, а зразки Дасплетозаврів знаходили з застряглими зубами на черепі і навіть вирваними затилковими кістками.
Оскільки у Дасплетозавра, Альбертозавра і Горгозавра є гребені на слізних кістках — можна сказати, що вони час від часу збирались, щоб «помірятись гребенями», іншим словом такі атрибути слугували як внутрішньовидова сигналізація.

### Полювання
Основною здобиччю Тиранозаврових, як і здобиччю їх предків були Цератопси, окрім них частою здобиччю також були Гадрозаври, в раціон ще входили Анкілозаври, проте відсоток останніх був дуже малим, а в ареалі Тарбозава і Тиранозава були Завроподи, на яких вони можливо полювали.

### Співіснування горгозавра і дасплетозавра
В формаціях Дайносор Парк і Джудіт Рівер було знайдено зразу два дев'ятиметрових трьохтонних хижака: Дасплетозавр і Горгозавр. Найбільше доказів співіснування знайшли в формації Ту Медісен, де це співіснування повністю підтвердилось. Більшість припускають, що в цих динозаврів була різниця в раціоні. Горгозавр в основному полював на Завролофин, таких, як Критозавр, Майазавр і на Центрозаврин, таких, як Стиракозавр і Ахілозавр, в свою чергу Дасплетозавр полював на Ламбеозаврин по типу Гіпакрозавра, Паразауролофа і Хасмозаврин на рахунок Анхіцератопса і Хасмозавра. Таким чином ці два хижака не конкурували між собою, але все ж співіснування двох великих хижаків є дуже рідкісним.

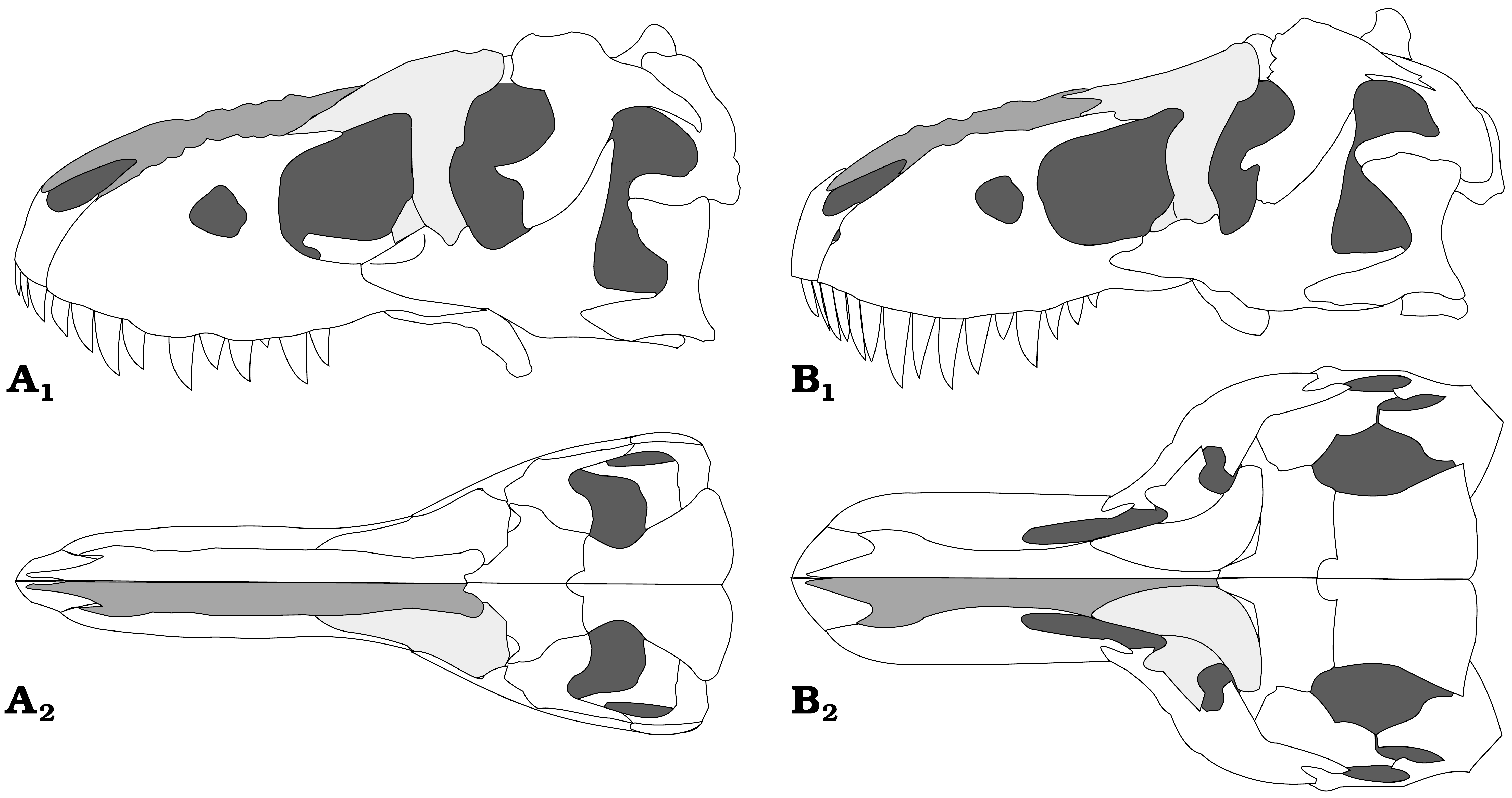
Порівняння черепа Тарбозавра і Тиранозавра

### Поширення
Якщо ранні Тиранозавроїди були поширені на всіх континентах Північної Півкулі, то Тиранозаврові жили тільки в Північній Америці та Азії. Крім того ранніх Тиранозаврових не було знайдено в Східній частині Північної Америки, тим часом як ще базальніші Дриптозавр і Аппалачіазавр там існували.
В Азії жила окрема ланка Alioramini: Аліорам і Цзяньжоузавр а також два великих Тиранозаврових: Чжучентиран і Тарбозавр, які є найближчими родичами Тиранозавра, що дає гіпотезу про азійське походження останнього, можливо Тиранозавр є потомком Тарбозавра чи Чжучентирана, який мігрував в Північну Америку, знищивши там інших Тиранозаврових. Як зазначається — такі міграції з Азії в Північну Америку і навпаки скоріше за все відбувались доволі часто.